# Abu Izzadeen
 (mars 2017).
Si vous disposez d'ouvrages ou d'articles de référence ou si vous connaissez des sites web de qualité traitant du thème abordé ici, merci de compléter l'article en donnant les références utiles à sa vérifiabilité et en les liant à la section « Notes et références ».
Abu Izzadeen (arabe : أبو عز الدين), né Trevor Richard Brooks le 18 avril 1975 à Londres (Royaume-Uni), devenu en 1993 Omar Brooks, est un porte-parole britannique affilié à Al Ghurabaa (en), une organisation musulmane britannique interdite sur le territoire national en vertu du Terrorism Act de 2006.
Le 17 avril 2008, il est reconnu coupable de collecte de fonds à destination d'organisation terroristes et d'incitation au terrorisme à l'étranger, ce qui lui vaut une condamnation à 4 années de prison ferme. Il est libéré en mai 2009, après avoir purgé une peine de trois ans et demi. Par la suite, il est réincarcéré en 2016, après avoir été condamné à deux ans de prison pour avoir quitté le pays illégalement.
En mars 2017, il est cité par plusieurs médias, dont Channel 4 News et The Independent, comme étant l'auteur probable de l'attentat de Westminster. Ces allégations se seront toutefois avérées fausses, Abu Izzadeen étant en prison à la date des faits,.

## Biographie

### Antécédents personnels
Trevor Richard Brooks naît le 18 avril 1975 à Hackney, dans l'est de Londres, dans une famille originaire de la Jamaïque. Brooks s'est converti à l'Islam la veille de ses 18 ans, le 17 avril 1993, en changeant son nom en Omar, mais préférant être appelé Abu Izzadeen. Il parle couramment l'arabe.
Il a travaillé pendant un certain temps comme électricien. Lui et sa femme arabe Mokhtaria ont été mariés en 1998. Ils ont trois enfants.

## Activités politiques
Abu Izzadeen a rencontré Omar Bakri Muhammed et Abu Hamza al-Masri à la mosquée Finsbury Park dans les années 1990.
Il a visité le Pakistan en 2001, avant les attaques du 11 septembre, dans le cadre du groupe Al-Muhajiroun[pas clair]; Il prétend être allé là-bas pour donner une série de conférences. Il a également affirmé avoir assisté à des camps d'entraînement au terrorisme en Afghanistan.
Il a déclaré ouvertement qu'il voulait mourir comme un kamikaze.
Le 20 septembre 2006, Abou Izzadeen et Anjem Choudary ont perturbé la première rencontre publique du Ministre de l'Intérieur, John Reid.
John Humphrys (en) a interviewé Izzadeen, Dans une discussion animée, Abou Izzadeen a déclaré que son objectif était d'amener la charia au Royaume-Uni et que cela devrait être réalisé sans suivre le processus démocratique mais plutôt «selon la méthodologie islamique».